# Ori (iorubá)

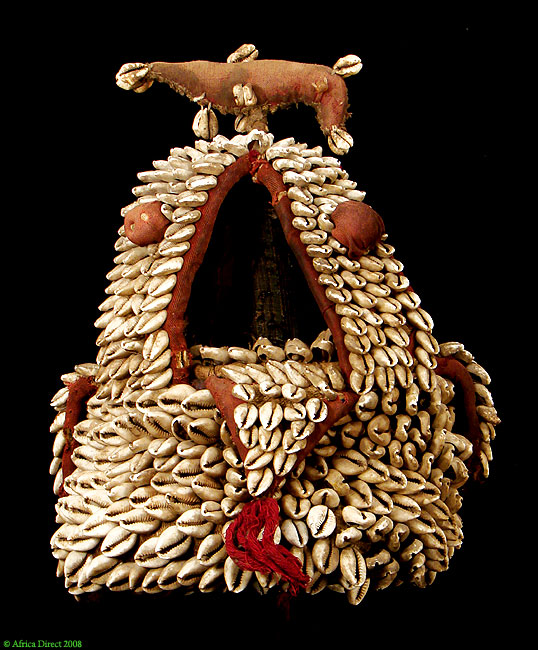
Ibá de Ori tradicional iorubá

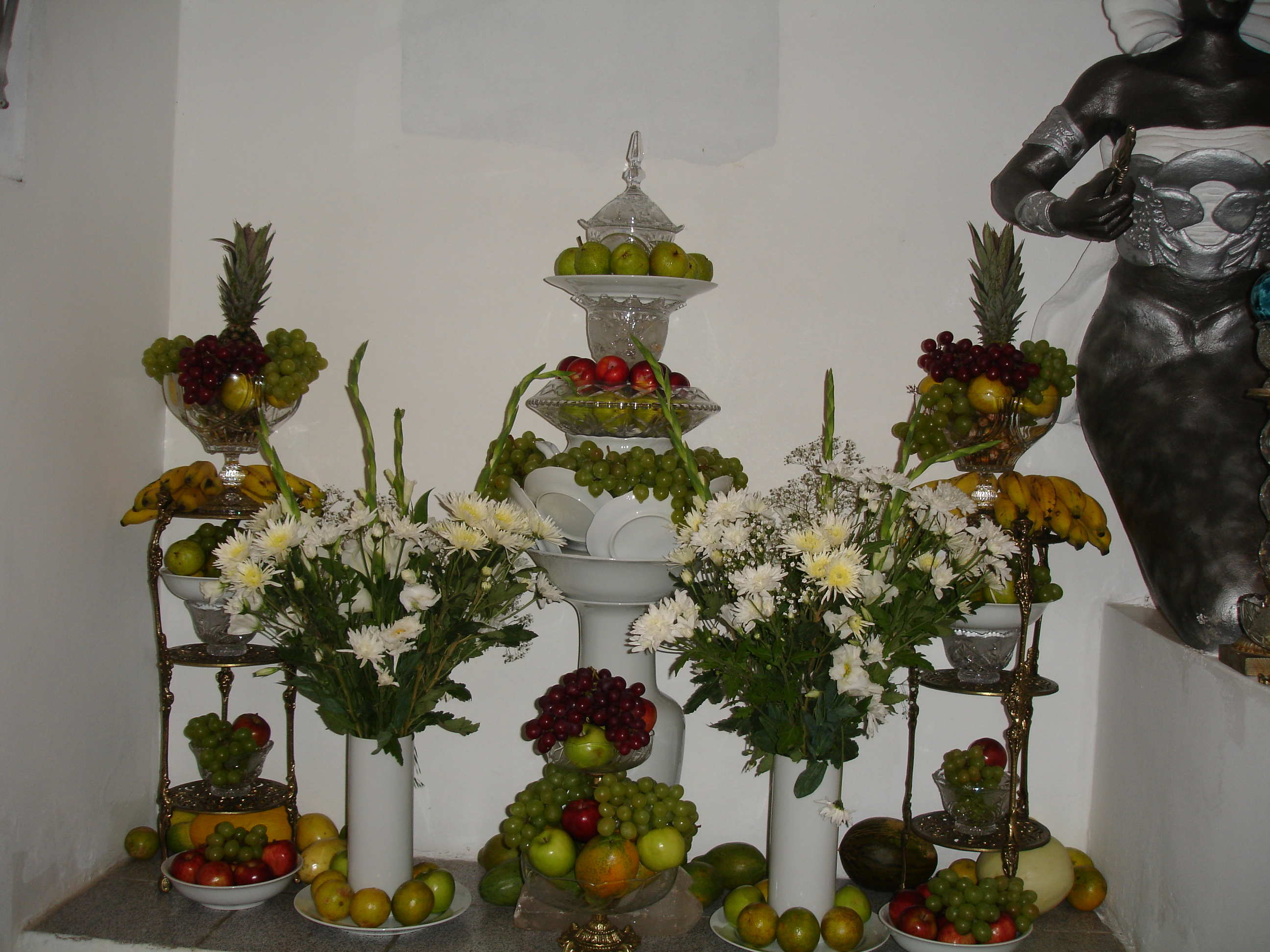
Ritual para Ori no candomblé do Ilê Axé Ijino Ilu Oróssi

Ori é um importante conceito metafísico espiritual e mitológico para os iorubás, identificado no jogo do merindilogum pelo odu ossá e representado materialmente pelo candomblé, através do assentamento sagrado denominado ibá de Ori.
Ori, palavra da língua iorubá que significa literalmente cabeça, refere-se a uma intuição espiritual e destino. Ori é o Orixá pessoal, em toda a sua força e grandeza. Ori é o primeiro Orixá a ser louvado, representação particular da existência individualizada (a essência real do ser). É aquele que guia, acompanha e ajuda a pessoa desde antes do nascimento, durante toda vida e após a morte, referenciando sua caminhada e a assistindo no cumprimento de seu destino.
Ori em iorubá tem muitos significados - o sentido literal é cabeça física, símbolo da cabeça interior (Ori Inu). Espiritualmente, a cabeça como o ponto mais alto (ou superior) do corpo humano representa o Ori, não existe um Orixá que apoie mais o homem do que o seu próprio Ori.
Enquanto orixá pessoal de cada ser humano, com certeza ele está mais interessado na realização e na felicidade de cada homem do que qualquer outro Orixá. Da mesma forma, mais do que qualquer um, ele conhece as necessidades de cada homem em sua caminhada pela vida e, nos acertos e desacertos de cada um, tem os recursos adequados e todos os indicadores que permitem a reorganização dos sistemas pessoais referentes a cada ser humano.
Obatalá é o responsável pela criação da cabeça propriamente dita, enquanto Ajalá é responsável pela modelação da parte da cabeça ligada ao destino. Acredita-se que o Ori e o Odu - signo regente de seu destino que escolhemos, determina nossa fortuna ou atribulações na vida. O trabalho árduo trará, ao homem afortunado em sua escolha, excelentes resultados, já que nada é necessário despender para reparar a própria cabeça. Assim, para usufruir o sucesso potencial que a escolha de um bom Ori acarreta, o homem deve trabalhar arduamente. Aqueles, entretanto que escolheram um mau Ori têm poucas esperanças de progresso, ainda que passem o tempo todo se esforçando. O Ori, entidade parcialmente independente, considerado uma divindade em si próprio, é cultuado entre outras divindades, recebendo oferendas boris, e orações, Ori é o protetor do homem antes das divindades.
O assentamento de Ori na cultura tradicional iorubá, é composta por uma representação externa (orí ode) enfeitada com muitos búzios, e outra interna (orí inú) também composta por búzios. O sentido filosófico deste assentamento é muito complexo, representando não apenas a cabeça física e espiritual, mas também o destino, estando intimamente ligado à ancestralidade da pessoa.